# Os Tres Corvos

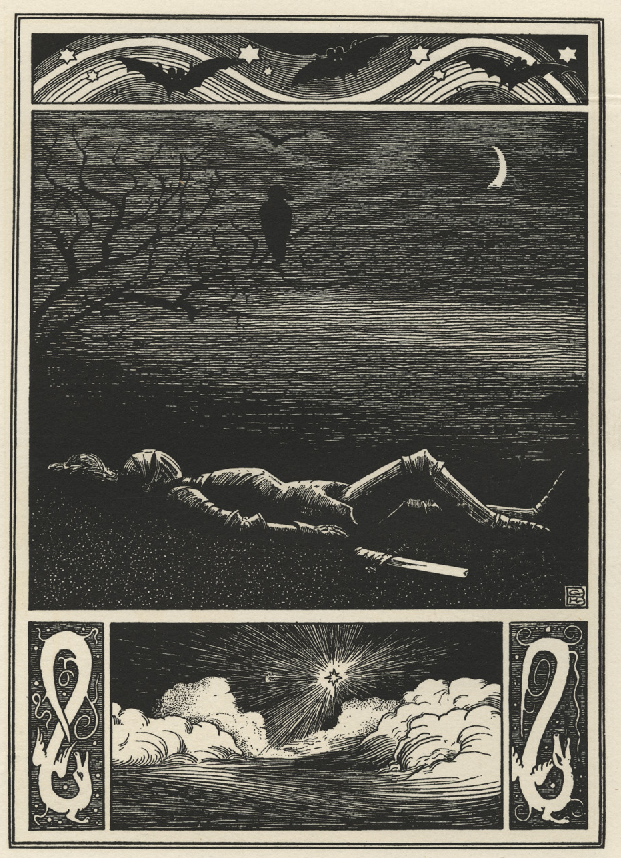
Os Três Corvos, placa de Penholm por G. Howell-Baker

Os Três Corvos (Em inglês "The Three Ravens") é uma balada britânica medieval que conta a história de três corvos conversando entre si, que anseiam devorar um cavaleiro morto em combate.

## História
Havia, certa vez, três corvos num campo. Um deles perguntou o que haveriam que comer no café da manhã. Eles olharam para o campo verde e viram um cavaleiro morto debaixo de seu escudo, porém, protegido por seus cães e falcões. De repente uma 'corça' surge, e levanta o rosto ferido do cavaleiro e o beija. Então arrasta seu corpo até um lago e enterra-o. 

## Letra
| Inglês There were three ravens sat on a tree, downe a downe, hay downe, a downe, They were as black as they might be. with a downe, downe, downe Then one of them said to his mate, Where shall we now our breakfast take? With a downe, derrie, derrie, downe, downe. Down in yonder dear green field, downe a downe, hay downe, a downe, There lies a Knight slain under his shield, with a downe, downe, downe His hounds they lie down at his feet, So well do they their Master keep, With a downe, derrie, derrie, downe, downe. His hawks they fly so eagerly, downe a downe, hay downe, a downe, There's no fowl dare him come nie with a downe, downe, downe Down there comes a fallow Doe, As great with young as she might go, With a downe, derrie, derrie, downe, downe. She lifted up his bloody head, downe a downe, hay downe, a downe, And kissed his wounds that were so red, with a downe, downe, downe She got him up upon her back, And carried him to earthen lake, With a downe, derrie, derrie, downe, downe. She buried him before the prime, Oh derrie She was dead herself ere euen-song time. God send every gentleman, Such hawks, such hounds, and such a Leman | Português Havia três corvos sentados em uma árvore, (downe a downe, hay downe, a downe) Eles eram tão pretos quanto podiam ser, (with a downe, downe, downe) Então um deles disse a seu companheiro, Onde devemos nosso café da manhã tomar? (With a downe, derrie, derrie, downe, downe.) Lá embaixo além do campo verde, (downe a downe, hay downe, a downe,) Lá jaz um cavaleiro morto sob seu escudo, (with a downe, downe, downe) Seus cães estão deitados aos seus pés, Tão bem o quanto podem seu mestre guardar, (With a downe, derrie, derrie, downe, downe,) Seus falcões eles voam tão ansiosamente, (downe a downe, hay downe, a downe,) Não há nenhum tolo que ouse chegar perto (with a downe, downe, downe) Lá vem uma corça companheira, Tão grande com jovem como deve ir, (With a downe, derrie, derrie, downe, downe.) Ela levantou sua cabeça sangrenta, (downe a downe, hay downe, a downe,) E beijou seus ferimentos que eram tão vermelhos, (with a downe, downe, downe) Ela o levou sobre suas costas, E o carregou para o lago ao leste, (With a downe, derrie, derrie, downe, downe.) Ela o sepultou antes da alva,She buried him before the prime, (Oh derrie) Ela própria estava morta (ere even-song time) Deus envie a cada cavalheiro Tais falcões, tais cães, e tal moça |